# Tanaga
O Tanaga (em alemão:  Kusuuginax̂) é um estratovulcão com altitude máxima de 1806 m na ilha Tanaga, nas ilhas Aleutas, Alasca, Estados Unidos. Teve três erupções conhecidas desde 1763, a última das quais em 1914, que produziu escorrência de lava.